# Brachyinsara magdalenae
Brachyinsara magdalenae is een rechtvleugelig insect uit de familie sabelsprinkhanen (Tettigoniidae). De wetenschappelijke naam van deze soort is voor het eerst geldig gepubliceerd in 1914 door Rehn & Hebard.